# Bossiaea
Bossiaea es un género de plantas con flores perteneciente a la familia Fabaceae. Comprende 95 especies descritas y de estas, solo 48 aceptadas.
Son nativas de Australia.  El género es nombrado en honor de Bossieu de la Martinière, un botánico de expedición La Pérouse a Australia.

## Taxonomía
El género fue descrito por Nicholas Edward Brown y publicado en Description des Plantes Nouvelles . . . Jardin de J. M. Cels ad t. 7. 1800. La especie tipo es: Bossiaea heterophylla Vent.

## Especies aceptadas
A continuación se brinda un listado de las especies del género Bossiaea aceptadas hasta julio de 2014, ordenadas alfabéticamente. Para cada una se indica el nombre binomial seguido del autor, abreviado según las convenciones y usos.
| - Bossiaea arenicola J.H.Ross - Bossiaea armitii F.Muell. - Bossiaea bossiaeoides (Benth.) Court - Bossiaea bracteosa Benth. - Bossiaea brownii Benth. - Bossiaea buxifolia A.Cunn. - Bossiaea carinalis Benth. - Bossiaea cinerea R.Br. - Bossiaea concinna Benth. - Bossiaea cordigera Hook.f. - Bossiaea cucullata J.H.Ross - Bossiaea dentata (R.Br.) Benth. - Bossiaea disticha Lindl. - Bossiaea divaricata Turcz. - Bossiaea ensata DC. - Bossiaea eriocarpa Benth. - Bossiaea foliosa A.Cunn. - Bossiaea halophila J.H.Ross - Bossiaea heterophylla Vent. - Bossiaea kiamensis Benth. - Bossiaea lenticularis DC. - Bossiaea leptacantha E.Pritz. - Bossiaea linophylla R.Br. | - Bossiaea modesta J.H Ross - Bossiaea neo-anglica F. Muell. - Bossiaea obcordata (Vent.) Druce - Bossiaea oligosperma A.T.Lee - Bossiaea ornata Benth. - Bossiaea oxyclada Turcz. - Bossiaea peduncularis Turcz. - Bossiaea praetermissa J.H.Ross - Bossiaea preissii Meissner - Bossiaea prostrata R. Br. - Bossiaea pulchella Meissner - Bossiaea rhombifolia DC. - Bossiaea riparia Benth. - Bossiaea rosmarinifolia Lindl. - Bossiaea rufa R. Br. - Bossiaea rupicola Benth. - Bossiaea scolopendria (Andrews) Sm. - Bossiaea scortechinii F.Muell. - Bossiaea spinescens Meissner - Bossiaea spinosa (Turcz.) Domin - Bossiaea stephensonii F.Muell. - Bossiaea walkeri F.Muell. - Bossiaea webbii F.Muell. |